# Panzerzug Podhalanin
Der Panzerzug Podhalanin (deutsch: Einwohner von Podhale) war ein improvisierter polnischer Panzerzug aus der Zeit des Polnisch-Sowjetischen Krieges von 1920.

## Geschichte
Vor Juli 1920 wurde ein neuer Panzerzug aufgestellt. Da dieser von Personal aus dem Raum Podhale besetzt wurde, erhielt er den Namen Podhalanin. Zusätzlich wurde im die Nummer 19 vergeben und so lief er als Pociąg pancerny 19  „Podhalanin“ (kurz. P.P., deutsch: Panzerzug 19) bei der polnischen Armee.

## Technische Daten
Über die genaue Zusammensetzung des Panzerzuges ist nichts bekannt.

## Einsatz
Während der Kämpfe um Riwne am 7. Juli 1920 deckte der Panzerzug Podhalanin als einer der letzten Panzerzüge den Rückzug der eigenen Truppen und unternahm mit dem Panzerzug Groźny und dem Panzerzug Strzelec Kresowy Aufklärungsmissionen. Als der Rückzug begann, wurde der Panzerzug Podhalanin vom Panzerzug Strzelec Kresowy gedeckt und rückte ab. Auf dem weiteren Weg entgleiste der Panzerzug Podhalanin einen Tag später auf einem beschädigten Gleis am Bahnhof von Mlýnská. In der Nacht reparierten beide Besatzungen trotz gegnerischem Beschusses den Abschnitt und hoben die entgleiste Dampflokomotive wieder auf die Gleise. Direkt nach der Reparatur brachen sie zu den eigenen Truppen durch.
Am 13. August 1920 begann die Schlacht bei Warschau. Neben vielen Panzerzügen, nahm auch der Panzerzug Podhalanin an den Gefechten teil. Dabei war er der 4. Armee unterstellt und patrouillierte, sich mit den anderen Panzerzügen abwechselnd, auf der Eisenbahnstrecke zwischen Dęblin, Ryki und Łuków. Am 16. August unterstützte der Panzerzug bei einem Angriff am Fluss Wieprz. Dabei wurden mehrere Trosse beschossen und gegnerische Nachhuten auf den Rückzugsrouten beschossen.